# Ben King
Benjamin King, detto Ben (Richmond, 22 marzo 1989), è un ex ciclista su strada statunitense, attivo in formazioni UCI dal 2008 al 2022 e vincitore di due tappe alla Vuelta a España 2018.

## Carriera
Attivo tra gli Elite UCI dall'età di 19 anni, ha vinto, nel 2010, il titolo nazionale in linea. Negli anni seguenti si è confermato una giovane promessa del ciclismo statunitense vincendo la classifica riservata ai giovani al Tour of Beijing 2011. Nel 2016 si è quindi aggiudicato una tappa al Tour of California, e nel 2018 la quarta e la nona frazione della Vuelta a España.

## Palmarès
- 2010 (Trek-Livestrong)

Campionati panamericani, Prova in linea Under-23
Campionati panamericani, Prova a cronometro Under-23
Campionati statunitensi, Prova in linea Under-23
Campionati statunitensi, Prova in linea
- 2015 (Team Cannondale-Garmin, una vittoria)

1ª tappa Critérium International (Porto-Vecchio > Porto-Vecchio)
- 2016 (Cannondale-Drapac, una vittoria)

2ª tappa Tour of California (South Pasadena > Santa Clarita)
- 2018 (Dimension Data, due vittorie)

4ª tappa Vuelta a España (Vélez-Málaga > Alfacar/Sierra de la Alfaguara)
9ª tappa Vuelta a España (Talavera de la Reina > La Covatilla)
- 2021 (Rally Cycling, una vittoria)

4ª tappa Volta a Portugal (Viana do Castelo > Fafe)

### Altri successi
- 2018 (Team Dimension Data)

Classifica scalatori Volta ao Algarve
- 2022 (Human Powered Health)

Classifica scalatori Volta a la Comunitat Valenciana

## Piazzamenti

### Grandi Giri
- Giro d'Italia

2018: 44º
- Tour de France

2014: 53º
2019: 62º
- Vuelta a España

2015: 75º
2016: 46º
2017: non partito (3ª tappa)
2018: 24º
2019: 38º

### Classiche monumento
- Milano-Sanremo

2015: ritirato
- Parigi-Roubaix

2011: 76º
- Liegi-Bastogne-Liegi

2013: 138º
2015: ritirato
2016: ritirato
2018: 90º
2019: 85º
2020: ritirato
- Giro di Lombardia

2017: ritirato
2020: fuori tempo massimo

### Competizioni mondiali
- Campionati del mondo

Aguascalientes 2007 - In linea Juniores: 18º
Aguascalientes 2007 - Cronometro Juniores: 21º
Geelong 2010 - In linea Under-23: ritirato
Geelong 2010 - Cronometro Under-23: 16º
Copenaghen 2011 - In linea Elite: 94º
Richmond 2015 - In linea Elite: 53º
Innsbruck 2018 - In linea Elite: 72º